# МКК Космотрас
ЗАТ Міжнародна космічна компанія «Космотрас» — спільний проєкт Росії, України та Казахстану, створений 1997 року. Розробила і експлуатує комерційну одноразову систему виводу на орбіту на основі ракети-носія «Дніпро», конверсійної радянської міжконтинентальної балістичної ракети РС-20 (за класифікацією НАТО SS-18 Satan), знятої з чергування за договором СНВ-1. ЗАТ Космотрас запускає ракети-носії «Дніпро» зі стартового майданчика на Байконурі і з позиційного району Домбаровський.
Головний офіс компанії розміщено в Москві. З 1999 року в Києві працює філіал.
У Космотрасі беруть участь:
- З боку Росії (50 % акцій)
  - Роскосмос
  - Міністерство оборони РФ — надання ракет РС-20 для конверсії в Дніпро, зберігання РС-20 і запуск ракет-носіїв «Дніпро»
  - ЗАТ Асконд (Москва) — менеджмент програми Дніпро
  - ЗАТ Компанія Рособщемаш (Москва) — виконання програми знищення РС-20
  - ФГУП Бюро спеціального машинобудування (С-Петербург)
  - ФГУП «ЦНІІ машинобудування» (Москва)
  - ФГУП Науково-виробнича асоціація ІМПУЛЬС (С-Петербург)
  - Московський Завод електричного і механічного обладнання (Москва)
- Україна (50 % акцій)
  - НКУ — держпідтримка і нагляд
- ДП «КБ „Південне“ імені М. К. Янгеля» — розробка ракети
  - ДП "ВО «Південний машинобудівний завод імені А. М. Макарова» (Дніпро) — виробництво ракети
  - Науково-виробниче підприємство «Хартрон-Аркос» (Харків) — розробило систему керування ракетою
- Казахстан
  - Надання районів падіння відпрацьованих ступенів.

2006 року МКК Космотрас отримала сертифікат якості менеджменту ISO 9001:2000 і сертифікат екологічного менеджменту ISO 14001:2004